# Vier Stücke für Violine und Klavier
Vier Stücke für Violine und Klavier is een verzameling composities van Christian Sinding. Voor wat betreft deze bundle in een lange reeks geïnstrumenteerd voor piano en viool valt op dat de muziek is uitgegeven door Adolf Fünstner, deze uitgeverij vond “Klavier” kennelijk meer aanspreken dan “Pianoforte”.
De vier stukjes:
1. Air in andante cantabile (C majeur)
2. Albumblatt in con fuoco (D majeur)
3. Romance in andante (F majeur)
4. Vivace in vivace (g mineur)